# ابراهیم بن طهمان
ابراهیم بن طهمان هروی (؟ -۷۸۴م) (نسب کامل: ابوسعید ابراهیم بن طهمان بن شعیب، هروی خراسانی) حافظ و محدث ایرانی در سدهٔ دوم هجری بود و از بزرگان علم حدیث در روزگار خود در خراسان بود. در هرات زاده شد، در نیشابور و بغداد سکونت داشت و در نیشابور یا مکه درگذشته است.